# David Donato
Tom David Donato (n. 1954, Los Angeles, California, SUA – d. 2 februarie 2021) a fost un cântăreț american cunoscut pentru activitatea sa cu Black Sabbath. A lansat câteva demo-uri cu trupa și a repetat cu aceasta între 1984 și 1985. Contrar celor raportate, Donato nu a fost concediat după un interviu pentru revista Kerrang! așa cum au spus unii. În anul următor, Tony Iommi a format un Black Sabbath complet nou.